# São Paulo Futebol Clube (pallacanestro)
Il São Paulo Futebol Clube è la squadra di pallacanestro maschile della società polisportiva São Paulo Futebol Clube con sede a San Paolo, Brasile. Fondata inizialmente nel 1930, milita attualmente nel massimo campionato brasiliano.

## Storia
Dalla sua fondazione nel 1930, il São Paulo Futebol Clube vince il suo primo Campeonato Paulista de Basquete nel 1943. Dopo alcuni anni di assenza dalle competizioni, il São Paulo si iscrive nel 1989 al campionato statale di prima divisione, vincendolo e riuscendo così a tornare nella massima serie nel 1990. Negli anni Duemila, il São Paulo ha stretto degli accordi con altre squadre quali l'Associação Atlética Guaru e l'Associação Desportiva Santo André, in modo tale da potersi iscrivere ai campionati.
Nel novembre 2018, il São Paulo ufficializza il proprio ritorno nel basket professionistico, iscrivendo la propria squadra alla Liga Ouro, la seconda serie del campionato brasiliano. Nella sua prima stagione in Liga Ouro, il Tricolor arriva fino alla serie finale, venendo battuto per 3-2 dall'Unifacisa. Nonostante il secondo posto, il São Paulo venne promosso in NBB, avendo comprato i diritti sportivi dell'AABJ Joinville, a causa dei problemi finanziari di quest'ultima.
Nel 2019, dopo 29 anni di assenza, il São Paulo ritorna nel Campeonato Paulista, questa volta senza l'aiuto di nessuna squadra. Nell'edizione del 2019 del Paulista, il Tricolor batte ai quarti di finale per 2-1 il Bauru, dopo aver recuperato lo svantaggio di 15 punti in gara-3, vincendo la partita al supplementare. La corsa al titolo del São Paulo si ferma in semifinale, venendo battuta per 2-0 dal Franca. Nella sua prima stagione in Novo Basquete Brasil, il Tricolor termina la stagione regolare al terzo posto, qualificandosi così per i play-off; la stagione viene però interrotta dopo la stagione regolare a causa della pandemia di COVID-19.
Nella stagione successiva, il Tricolor partecipa alla sua prima Copa Super 8, venendo sconfitta solamente in finale dal Flamengo per 79 a 71. Il Flamengo si conferma la bestia nera del São Paulo; infatti la squadra di Rio de Janeiro sconfigge per 3-0 il Tricolor in finale di NBB.

## Roster
Aggiornato al 18 novembre 2021.
| São Paulo Futebol Clube 2021-2022 | São Paulo Futebol Clube 2021-2022 |
| Giocatori                         | Staff tecnico                     |
| --------------------------------- | --------------------------------- |

| N. | Naz.                   | Ruolo | Nome                      | Anno | Alt.   | Peso   |  |
| -- | ---------------------- | ----- | ------------------------- | ---- | ------ | ------ |  |
| 0  | Stati Uniti (bandiera) | AC    | Tyrone Curnell            | 1988 | 203 cm | 108 kg |  |
| 3  | Stati Uniti (bandiera) | GA    | Corderro Bennett          | 1988 | 183 cm | 81 kg  |  |
| 4  | Stati Uniti (bandiera) | AC    | Alex Doria                | 1997 | 205 cm | 97 kg  |  |
| 5  | Brasile (bandiera)     | P     | Elio Corazza              | 1989 | 190 cm | 89 kg  |  |
| 7  | Brasile (bandiera)     | A     | Isaac Gonçalves           | 1990 | 192 cm | 96 kg  |  |
| 8  | Stati Uniti (bandiera) | A     | Shamell Stallworth        | 1980 | 195 cm | 100 kg |  |
| 10 | Brasile (bandiera)     | G     | Henrique Coelho           | 1993 | 184 cm | 86 kg  |  |
| 11 | Brasile (bandiera)     | A     | Marquinhos                | 1984 | 207 cm | 105 kg |  |
| 14 | Brasile (bandiera)     | A     | Vitinho                   | 2004 | 186 cm | 86 kg  |  |
| 15 | Brasile (bandiera)     | C     | Enrico de Paula           | 2005 | 205 cm | 92 kg  |  |
| 16 | Brasile (bandiera)     | A     | Igor de Jesus Andrade     | 2005 | 195 cm | 85 kg  |  |
| 17 | Brasile (bandiera)     | C     | Kauan Nascimento Raymundo | 2005 | 198 cm | 98 kg  |  |
| 50 | Brasile (bandiera)     | AC    | Bruno Caboclo             | 1995 | 208 cm | 108 kg |  |
| 92 | Brasile (bandiera)     | C     | Lucas Nogueira            | 1992 | 213 cm | 120 kg |  |

| Allenatore                                                                                       |
| - Cláudio Mortari                                                                                |
| Assistente/i                                                                                     |
| - Bruno Mortari - Ênio Ângelo Vecchi Legenda - (C) Capitano - (IN) Inattivo - Infortunato Roster |

## Statistiche

### Competizioni intercontinentali
Campioni       Finalista       Terzo posto       Quarto posto  
| Anno      | Competizione | Risultato    | V | S | %     |
| --------- | ------------ | ------------ | - | - | ----- |
| 2020-2021 | BCL Americas | Quarto posto | 3 | 4 | 0.429 |
| Totale    | 0 titoli     | –            | 3 | 4 | 0.429 |